# Homoneura fergusoni
Homoneura fergusoni är en tvåvingeart som beskrevs av Malloch 1927. Homoneura fergusoni ingår i släktet Homoneura och familjen lövflugor. Inga underarter finns listade i Catalogue of Life.